# Културна хегемония
Понятието културна хегемония описва доминацията на ръководна класа над културно многообразно общество – над неговите вярвания, обяснения за света, светоусещане, ценности и нрави – по начин такъв, че нейният възглед за света става господстващ мироглед, наложен и възприет като социална норма. Това се изразява в налагането на всеобщо приета господстваща идеология, която определя социалното, политическо и икономическо статукво като естествено и неизбежно, вечно и от полза за всички, а не като изкуствена социална конструкция, която носи ползи само за управляващата класа. Като философски и социологичен термин, етимологията на израза културна хегемония идва от старогръцката дума хегемония (водачество или управление), геополитически похват за косвено владичество, в което хегемона подчинява държави, като затвърждава властта си по-скоро със заплаха за използване на военна сила, отколкото с директно използване на военна сила.

## Етимология
В Древна Елада (8 век пр.н.е. – 6 век), хегемонията (водачеството) обозначава политическото и военно господство на един полис над други полиси, какъвто исторически пример има в Коринтския съюз.  През 19 век, хегемонията (управление) като налагане на геополитическо и културно господство на една държава над други, се изразява чрез европейския колониализъм в Латинска Америка, Африка и Азия. През 20. век смисълът на понятието се разширява с включването, от гледна точка на политическата наука, на културното господство на управляваща класа над културно многообразно общество. Доминирайки културата (чрез определяне на ценностите и нравите на обществото), господстващата класа оправдава социалното, политическо и икономическо статукво както като „естествено“ и „нормално“, така и като неизбежно и вечно.

## Исторически контекст
През 1848 г. Карл Маркс предлага идеята, че икономическата рецесия е следствие от практическите противоречия на капиталистическата икономика и че тя трябва да подтикне работническата класа към световна революция на пролетариата, да свали капитализма, да преструктурира обществените институции (били те икономически, политически или социални), и по този начин да постави началото на преход към комунистическо общество. В този смисъл, функционирането на икономиката обуславя отделянето на икономически и социални класи. За да се свърши с това, Антонио Грамши предлага да се прави стратегическо разграничение между „позиционна война“ и „маневрена война“. Позиционната война, според Грамши, е интелектуалната и културна битка, в която анти-капиталистическия революционер работи за създаването на пролетарска култура, чиято ценностна система да се противопостави на културната хегемония на буржоазията. Пролетарската култура трябва да усили класовото самосъзнание, да преподава революционната теория и нейния исторически анализ, и по този начин да разпространява революционната организация сред социалните класи. Само след спечелване на позиционната война, социалистическите лидери ще имат необходимата политическа власт и народна подкрепа, за да започнат маневрената война на революционния социализъм.

## Културна хегемония
Първоначално Антонио Грамши развива теорията на културната хегемония, за да анализира разделението на икономическите класи. Оттам, теорията на културната хегемония гласи, че господстващите културни норми на обществото, които са наложени от управляващата класа (буржоазна културна хегемония), не трябва да се разглеждат като естествени и неизбежни, а трябва да бъдат припознати като изкуствени социални конструкции (например, различните институции, норми и вярвания), и като такива трябва да бъдат изследвани, за да бъде разбрана тяхната употреба като инструменти за класово господство. Така придобиването и използването на знание е абсолютна необходимост за интелектуално освобождение на пролетариата, за да може градските работници и селяните да създават тяхна собствена култура, която да има спецификата да отговаря на техните нужди (от социална и икономическа гледна точка) като класа.
В дадено общество, практиката на културната хегемония няма единна ценностна система, а е по-скоро сбор от разнородни социални конструкции. Всяка социална и икономическа класа има причина за своето съществуване в обществото и вътрешна логика, която позволява на нейните членове да действат по начин, който е различен от поведението на представителите на другите класи, като същевременно различните класи съжителстват като съставни части на обществото. Като следствие от тяхната различна причина за съществуване, класите се съвместяват в общество, което има по-широка мисия. При отделния член на обществото, който наблюдава структурите, създадени от културната хегемония, се наблюдава раздвояване на здравия разум на индивида, като се появяват личен и обществен здрав разум. В личен план, отделните мъже и жени прилагат здравия разум, за да си обяснят малка част от социалния ред – този, който има връзка с техния живот. Привидното ограничение на възможността за приложение на здравия разум в обществен план създава специфично усещане за систематичната социо-икономическа експлоатация, която е възможна именно благодарение на културната хегемония. Именно заради това раздвоение в светоусещането за статуквото – което се изразява в съвременната социо-икономическа йерархия на буржоазната култура – повечето мъже и жени се съсредоточават върху техните непосредствени, лични проблеми, отколкото да разсъждават открито за първопричините за социалното и икономическо подтисничество, което се упражнява върху тях. 
На лично ниво, културната хегемония е осезаема, и в същото време всеки индивид живее живота си в рамките на обществената си класа. За него или нея, различните социални класи изглежда нямат много общо с личния живот. Когато обаче бъдат разгледани в контекста на обществото като цяло, животът на всеки допринася за по-голяма социална хегемония. Въпреки социалното и икономическо многообразие и привидната политическа свобода, дължащо се на това, че различните хора са свидетели на различни обстоятелства, това, което не е осезаемо за тях е широкомащабната схема на хегемонията, към която те допринасят, живеейки живота си и участвайки в обществените институции. Културната хегемония се проявява и се поддържа от обстоятелства, които не винаги са напълно обозрими от отделните мъже и жени, живеещи в дадената култура. 

## Влияние на идеите на Грамши
Теорията на културната хегемония е оказала съществено влияние над еврокомунизма, социалните науки, активистката политика на социалния либерализъм и прогресистките политици. Дискурсът на Грамши в теорията на културната хегемония е оказал съществено влияние над антропологията, политологията, социологията и културологията; а в образованието от теорията на културната хегемония е развита критическата педагогика.
През 1967 г. лидерът на германското студентско движение Руди Дучке преформулира философията на Грамши за културната хегемония с афоризма Der lange Marsch durch die Institutionen (Дългия поход през институциите), с което обозначава позиционната война, правейки аналогия с Дългия поход на комунистите в Китай. 